# Зебрань (комуна)
Зебрань, Зебрані (рум. Zăbrani) — комуна у повіті Арад в Румунії. До складу комуни входять такі села (дані про населення за 2002 рік):
- Зебрань (2299 осіб) — адміністративний центр комуни
- Кесінц (1184 особи)
- Нойдорф (989 осіб)

Комуна розташована на відстані 399 км на північний захід від Бухареста, 21 км на південний схід від Арада, 42 км на північний схід від Тімішоари.

## Населення
За даними перепису населення 2002 року у комуні проживали 4472 особи.
Національний склад населення комуни:
| Національність | Кількість осіб | Відсоток |
| -------------- | -------------- | -------- |
| румуни         | 4273           | 95,6%    |
| угорці         | 75             | 1,7%     |
| українці       | 59             | 1,3%     |
| німці          | 52             | 1,2%     |
| словаки        | 6              | 0,1%     |
| поляки         | 2              | < 0,1%   |
| татари         | 1              | < 0,1%   |
| серби          | 1              | < 0,1%   |
| болгари        | 1              | < 0,1%   |

Рідною мовою назвали:
| Мова       | Кількість осіб | Відсоток |
| ---------- | -------------- | -------- |
| румунська  | 4316           | 96,5%    |
| угорська   | 71             | 1,6%     |
| українська | 41             | 0,9%     |
| німецька   | 35             | 0,8%     |
| словацька  | 4              | 0,1%     |
| польська   | 2              | < 0,1%   |
| сербська   | 1              | < 0,1%   |
| болгарська | 1              | < 0,1%   |
| грецька    | 1              | < 0,1%   |

Склад населення комуни за віросповіданням:
| Релігія                                       | Кількість осіб | Відсоток |
| --------------------------------------------- | -------------- | -------- |
| православні                                   | 3698           | 82,7%    |
| п'ятдесятники                                 | 379            | 8,5%     |
| римо-католики                                 | 206            | 4,6%     |
| греко-католики                                | 95             | 2,1%     |
| баптисти                                      | 46             | 1,0%     |
| адвентисти                                    | 25             | 0,6%     |
| реформати                                     | 15             | 0,3%     |
| бретрени                                      | 3              | 0,1%     |
| не релігійні                                  | 2              | < 0,1%   |
| лютерани (Синодально-пресвітеріанська церква) | 1              | < 0,1%   |
| лютерани                                      | 1              | < 0,1%   |